# Orphula annectens
Orphula annectens är en insektsart som först beskrevs av Morgan Hebard 1923.  Orphula annectens ingår i släktet Orphula och familjen gräshoppor. Inga underarter finns listade i Catalogue of Life.